# Аїна
Аїна (ісп. Aýna) — муніципалітет в Іспанії, у складі автономної спільноти Кастилія-Ла-Манча, у провінції Альбасете. Населення — 808 осіб (2010).
Муніципалітет розташований на відстані близько 250 км на південний схід від Мадрида, 55 км на південь від Альбасете.
На території муніципалітету розташовані такі населені пункти: (дані про населення за 2010 рік)
- Аїна: 548 осіб
- Ла-Дееса: 46 осіб
- Ель-Хінете: 17 осіб
- Ель-Грієго: 8 осіб
- Моріскоте: 15 осіб
- Ла-Навасуела: 19 осіб
- Ла-Ногера: 6 осіб
- Ройо-Одреа: 112 осіб
- Ла-Саргілья: 13 осіб
- Ель-Вільярехо: 18 осіб
- Ель-Посуело: 6 осіб

## Демографія
Динаміка населення (INE ):

## Галерея зображень

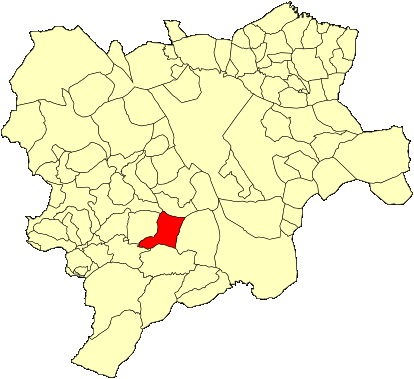
Розташування муніципалітету у провінції Альбасете
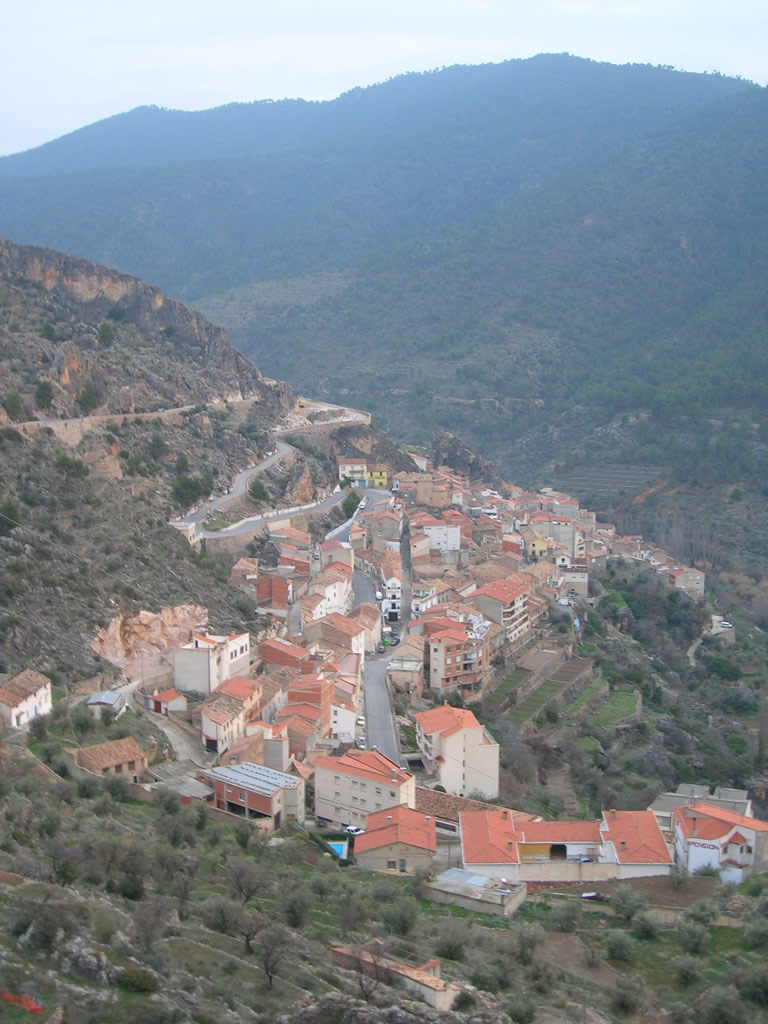
Аїна
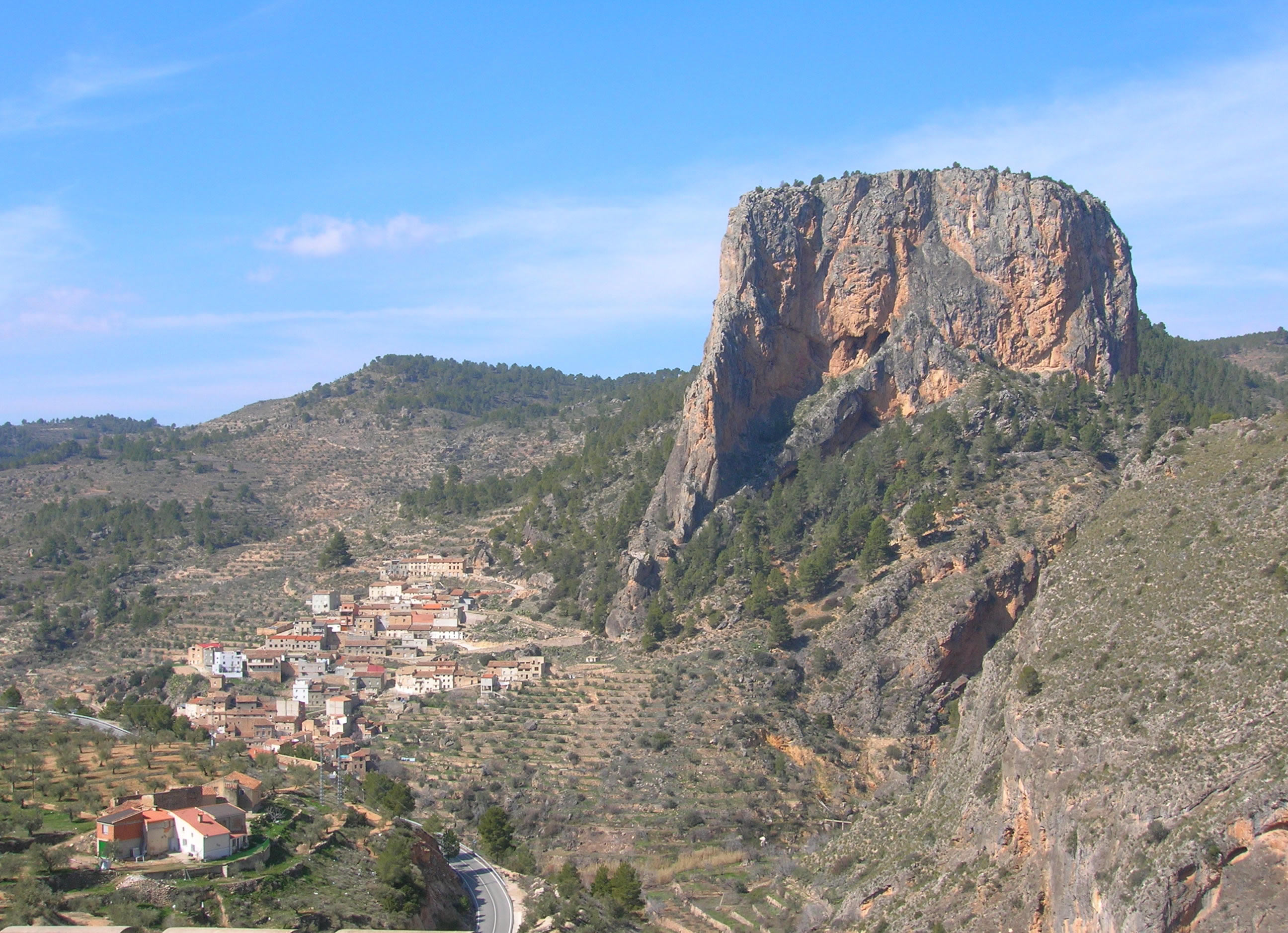
Ройо-Одреа
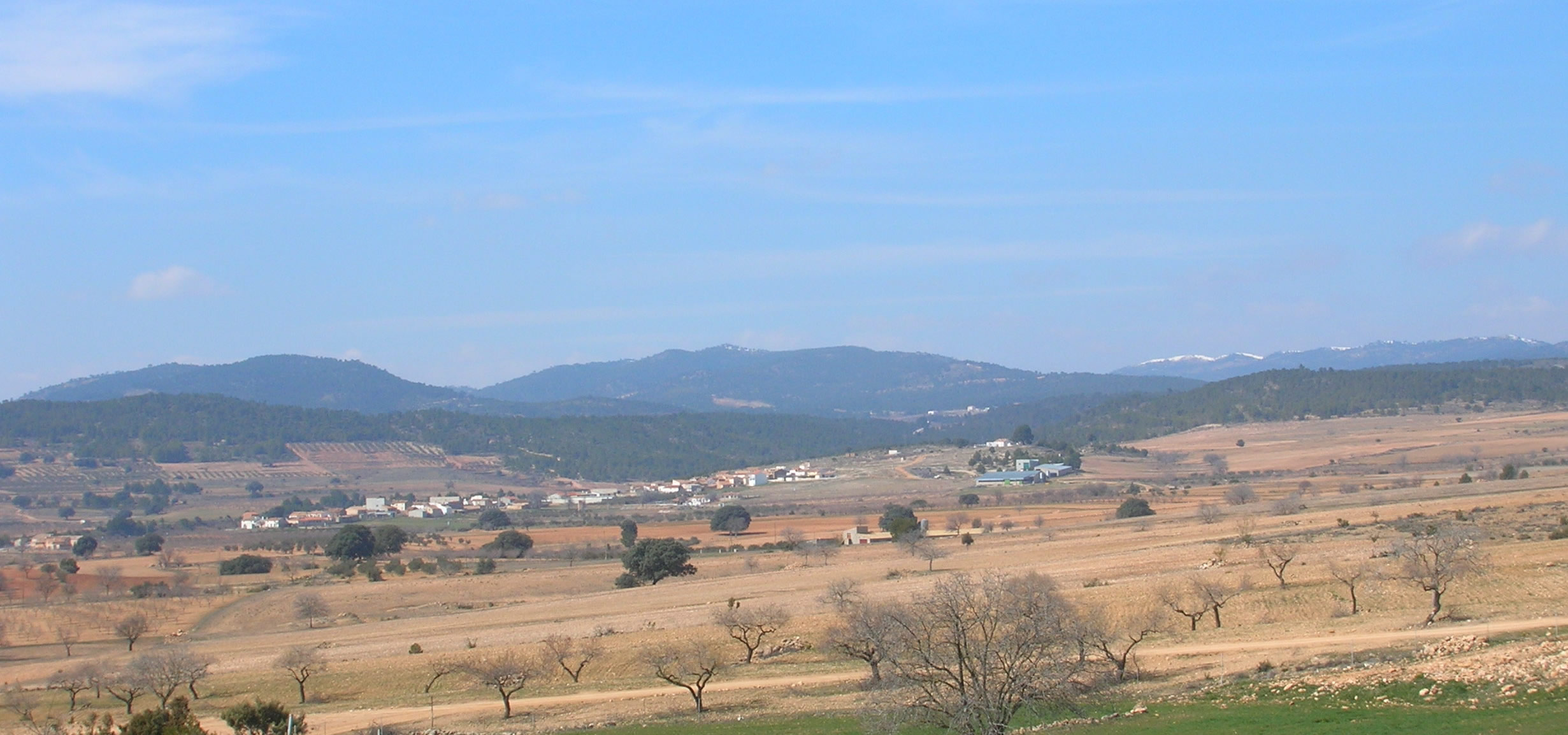
Ла-Дееса